# Coilodera penicillata
Coilodera penicillata är en skalbaggsart som beskrevs av Hope 1831. Coilodera penicillata ingår i släktet Coilodera och familjen Cetoniidae.

## Underarter
Arten delas in i följande underarter:
- C. p. formosana
- C. p. nigroscutellaris